# Acanthus ebracteatus
Espèce
Statut de conservation UICN

 LC  : Préoccupation mineure
Acanthus ebracteatus est une espèce de plantes à fleurs de la famille des Acanthaceae. C'est un buisson poussant sous la mangrove en Asie du Sud-Est.

## Description
Cette plante forme un buisson atteignant de 1 à 3 m de hauteur.

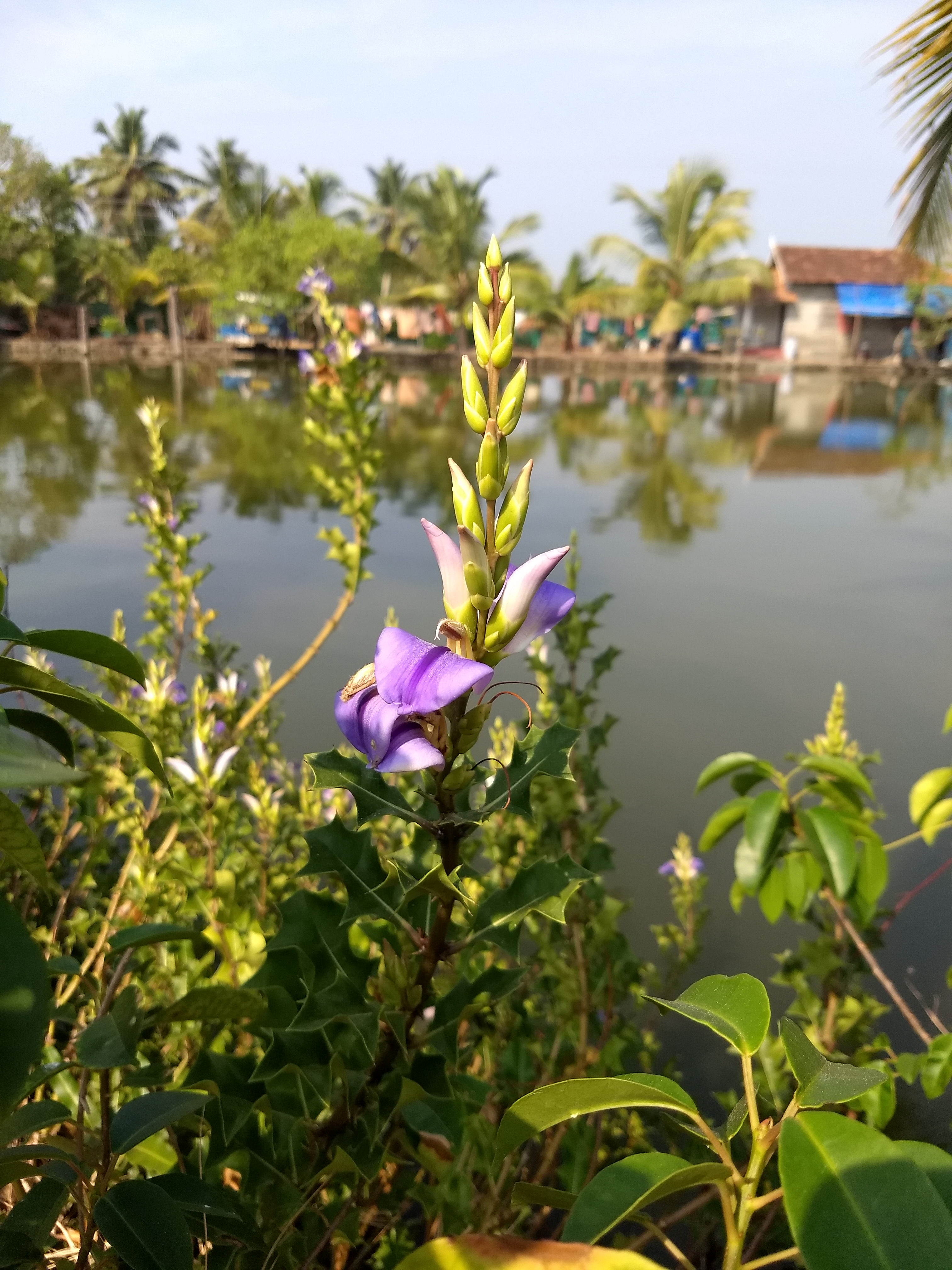
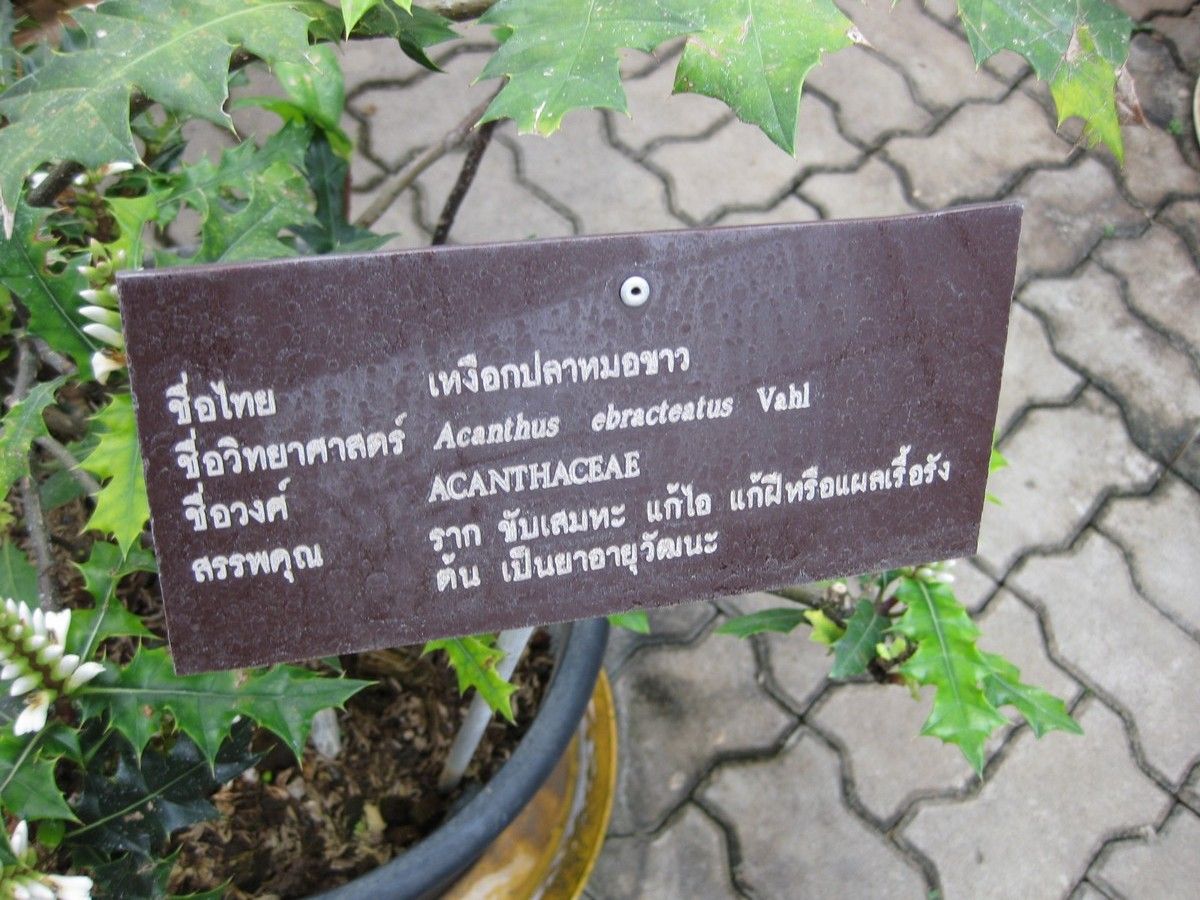
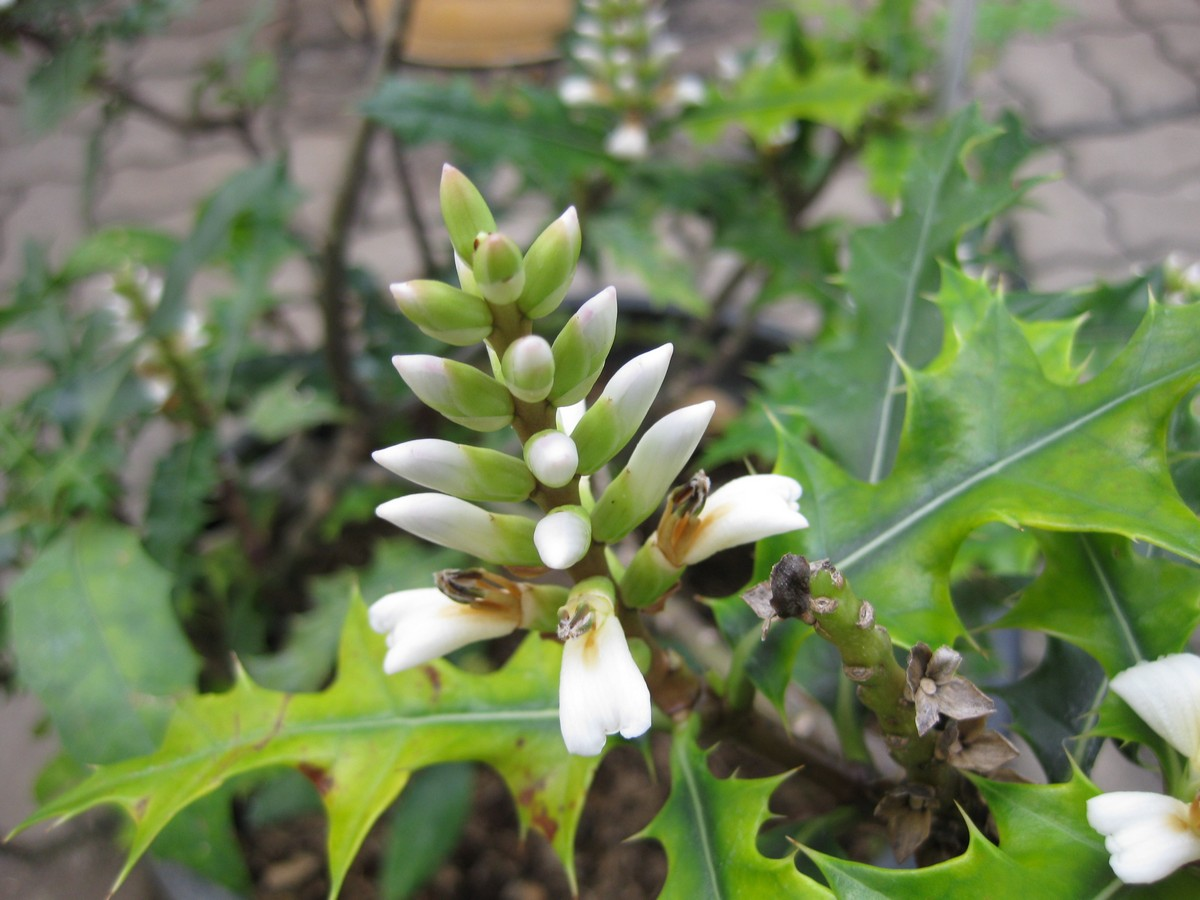